# Kappa Arae
Kappa Arae (κ Arae, förkortat Kappa Ara, κ Ara)  är en ensam stjärna belägen i den mellersta delen av stjärnbilden Altaret. Den har en skenbar magnitud på 5,21, är synlig för blotta ögat där ljusföroreningar ej förekommer. Baserat på parallaxmätning inom Hipparcosuppdraget på ca 7,2 mas, beräknas den befinna sig på ett avstånd på ca 460 ljusår (ca 140 parsek) från solen.

## Egenskaper
Kappa Arae är en gul till blekorange jättestjärna av spektralklass G8 III. Stjärnan har en radie som är ca 14 gånger större än solens och utsänder från dess fotosfär ca 207 gånger mera energi än solen vid en effektiv temperatur av ca 5 000 K.
Kappa Arae har två optiska följeslagare av magnitud 14, som ligger med ett vinkelavstånd på 25 respektive 30 bågsekunder.